# Валлийский дракон

Валлийский дракон

Красный дракон, или И-Драйг Гох (от валл. Y Ddraig Goch) — валлийский символ, присутствующий на национальном флаге Уэльса.

## История

### Мабиногион
Впервые валлийский дракон упоминается в Мабиногионе, в повести «Ллид и Ллевелис» (валл. Lludd a Llefelys) о короле Ллиде и его брате — французском короле Ллевелисе, которые избавляют Британию от постоянно дерущихся между собой красного и белого драконов.
Согласно легенде, короли приказали выкопать яму и залить её мёдом. Когда драконы, клюнув на приманку, напились и уснули, их тела обернули в холст, а яму засыпали землёй.

### История бриттов

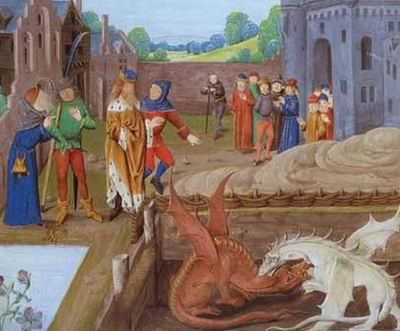
Вортигерн в Динас Эмрис, иллюстрация «Истории королей Британии» Гальфрида Монмутского

Через некоторое время на этом месте король Вортигерн решает построить крепость Динас Эмрис (валл. Dinas Emrys, впоследствии Крепость Амвросия (англ. fortress of Ambrosius) в Сноудонии). Но возведённые за день стены каждую ночь разрушаются. Чтобы избавиться от злых чар, королю советуют принести в жертву мальчика, рождённого без отца. Этим ребёнком оказывается Амвросий Аврелиан, преемник Вортигерна и возможный прототип легендарного короля Артура. Однако Амвросий рассказывает Вортигерну, что причиной неудач строительства на самом деле является подземное озеро, где погребены два воинствующих дракона. Когда по приказу короля земля там была раскопана, оттуда действительно вырвались два ящера, которые тут же начинают драться, и красный дракон побеждает белого. Как объяснил это королю Амвросий, подземное озеро олицетворяет образ мира, где красный дракон — люди Вортигерна, а белый — народ, захвативший в Британии множество областей и подчинивший себе множество обитающих в ней народов, в данном случае — саксы.
Согласно «Истории бриттов» Ненния, победа красного дракона предзнаменовала приход Утера Пендрагона (пендрагонс валл. главный дракон, военачальник), отца Артура. В «Истории королей Британии» Гальфрида Монмутского мальчиком, раскрывшим тайну спящих драконов, был сам Мерлин, а красный дракон пророчествовал также пришествие короля Артура (по тексту: вепря из Корнубии).

### Генрих VII
В «Истории бриттов» Гальфрида Монмутского И-Драйг Гох — дракон легендарного короля Кадваладра Вендигайда ап Кадваллона (англ. Cadwaladr ap Cadwallon), правителя Королевства Гвинед с 655 по 682 годы.
В 1485 году, перед сражением при Босворте между Йорками и Ланкастерами, претендент на английский престол Генрих Тюдор (Ланкастер), чтобы подчеркнуть свою древнюю валлийскую родословную, добавил на своё знамя красного дракона Кадваладра. Впоследствии красный дракон утвердился на гербе Тюдоров и даже изображался на лицевой стороне золотых монет Генриха VII. Это единственный случай, когда британский монарх использовал изображение дракона в качестве марки монетного двора. В остальных случаях дракон изображался повергаемым Георгием Победоносцем. Хотя первоначально Генрих использовал валлийского дракона как личную эмблему, при его потомках червлёный дракон-пассант с воздетыми крыльями на зелёной горе закрепился как знак Уэльса.

### Официальное признание
В 1953 году красный дракон в качестве Королевского знака Уэльса получил почётное добавление — к гербу, до этого состоявшему из щита, разделённого на две части (белую и зелёную), с размещённым по центру красным драконом, было даровано обрамление подвязкой со словами «Красный дракон вдохновляет действие» (валл. «Y Ddraig Goch Ddyry Cychwyn»). Этот знак был также увенчан короной Святого Эдуарда. В таком виде в 1956 году королевский знак с валлийским драконом был добавлен на ошейники щитодержателей на гербе города Кардифф.
Законодательно красный дракон был принят в качестве символа Уэльса только в 1959 году.
По эскизам Нормана Силлмана, сделанным с рисунка Геральдической палаты, валлийский дракон был воспроизведён на однофунтовых монетах 1995 и 2000 годов.